# Blue Brothers (Oscar Pettiford)
Blue Brothers è un album live di Oscar Pettiford, pubblicato dalla Black Lion Records nel 1973. I brani furono registrati dal vivo al Café Montmartre di Copenaghen (Danimarca) nelle date indicate nella lista tracce.

## Tracce
Lato A
1. My Little Cello – 3:41 (Oscar Pettiford) – Registrato il 6 luglio 1960 a Copenaghen (Danimarca)
2. Back in Paradise – 3:02 (Hans Hammerschmidt) – Registrato il 5 luglio 1960 a Copenaghen (Danimarca)
3. Willow Weep for Me – 3:02 (Ann Ronell) – Registrato il 6 luglio 1960 a Copenaghen (Danimarca)
4. Montmartre Blues – 6:48 (Oscar Pettiford) – Registrato il 5 luglio 1960 a Copenaghen (Danimarca)

Lato B
1. Straight Ahead – 4:41 (Erik Nordström, Jan Johansson) – Registrato il 6 luglio 1960 a Copenaghen (Danimarca)
2. Two Little Girls – 5:47 (Oscar Pettiford) – Registrato il 5 luglio 1960 a Copenaghen (Danimarca)
3. Blue Brothers – 3:58 (Louis Hjulmand) – Registrato il 22 agosto 1959 a Copenaghen (Danimarca)
4. Laverne Walk – 5:16 (Oscar Pettiford) – Registrato il 5 luglio 1960 a Copenaghen (Danimarca)

## Musicisti
Brani A1, A2, A3, A4, B1, B2 e B4 (Oscar Pettiford and His Jazz Groups)
- Oscar Pettiford - contrabbasso, leader
- Allan Botschinsky - tromba
- Erik Nordström - sassofono tenore
- Louis Hjulmand - vibrafono
- Jan Johansson - pianoforte
- Jørn Elniff - batteria

Brano B3 (Trio)
- Oscar Pettiford - contrabbasso
- Louis Hjulmand - vibrafono
- Jan Johansson - pianoforte[2]